# Caroline Pauwels
Pour les articles homonymes, voir Pauwels.
Caroline Pauwels, née le 23 juin 1964 à Saint-Nicolas et morte le 5 août 2022 à Jette est une chercheuse et professeure d'université belge à la Vrije Universiteit Brussel où elle enseignait les sciences de la communication. Elle a été rectrice de cette université de septembre 2016 à février 2022.

## Biographie

### Carrière
Caroline Pauwels est née le 23 juin 1964 à Saint-Nicolas où elle grandit avant de s'installer à Watermael-Boitsfort. Elle étudie la philosophie à l'Université St Ignace d'Anvers (en) (maintenant fusionnée avec l'université d'Anvers) et les sciences de la communication à la Vrije Universiteit Brussel (VUB). Après ses études, en 1989, elle est brièvement stagiaire au cabinet du commissaire européen belge, Karel Van Miert. Elle travaille ensuite comme chercheuse au département des sciences de la communication de la VUB la même année. Elle y obtient son doctorat en 1995 pour une étude portant sur la politique audiovisuelle de l'Union européenne. En 1998, elle devient professeure à l'université,.
De 2000 à 2016, Caroline Pauwels est directrice du SMIT, centre de recherche spécialisé dans l'étude des technologies de l'information et de la communication, et, depuis 2004, fait partie du réseau iMinds. Elle a à son actif de nombreuses publications dans le domaine de la communication et des médias. En 2014, elle est titulaire de la Chaire Francqui à l'Université de Gand et, entre 2012 et 2016, elle de la Chaire Jean Monnet.

#### Rectrice de la VUB
En avril 2016, Caroline Pauwels est élue rectrice de la Vrije Universiteit Brussel, succédant à Paul De Knop, et avec un mandat jusqu'en 2020. C'est la première fois que les membres du personnel et les étudiants en contrat de diplôme peuvent voter à cette élection. Caroline Pauwels est la onzième rectrice de la VUB et seulement la deuxième femme après l'historienne Els Witte. Lors du changement de recteurs, elle transmet la chaire du département des sciences de la communication et le poste de directrice du SMIT à ses successeurs. En 2020, elle est la seule candidate à sa propre succession au poste de rectrice.
Dans cette fonction, elle s'efforce de renforcer les liens entre la Ville de Bruxelles avec son caractère international et diversifié et la VUB. Elle vise aussi l'excellence pour l'Université « Vous avez besoin d'étoiles pour répandre la poussière d'étoile » et établit des liens entre l'art et la science, notamment en favorisant des doctorats honorifiques pour le caricaturiste Gal et les photographes Stephan Vanfleteren et Dirk Braeckman sous son impulsion. Elle attache beaucoup d'importance aux relations humaines et est proche du personnel et des étudiants. En 2021, le Prix Ark de la liberté d'expression (nl) lui est attribué pour sa contribution à la démocratisation du vivre ensemble. Le jury souligne ses positions en faveur de la tolérance politique et l'égalité des genres, des croyances et des personnes d'origine ethnique diverses.

#### Fin de vie
En février 2022, elle se retire de sa fonction de rectrice pour raisons de santé, son mandat s'achève prématurément 1er mars. Le vice-recteur Jan Danckaert lui succède comme recteur par interim pour le reste de l'année universitaire.
Elle meurt du cancer à l'UZ Brussel le 5 août 2022 à l'âge de 58 ans.

### Fonctions (sélection)
Caroline Pauwels a occupé un grand nombre de postes au sein de conseils d'administration comme le Fonds Pascal Decroos Spécial Journalisme, le Fonds européen pour le journalisme, Cultuurnet (nl) de 2004 à 2014, le Fonds audiovisuel flamand (nl) de 2005-2007, l'Office flamand de radiodiffusion et de télédiffusion (2007-2011), etc. Elle a été présidente du département de recherche sur la société numérique d'iMinds (2010-2015) et de Mediafin (en).
Elle a participé à la création de l'Institut Hannah Arendt à Malines, dont l'objectif est de « relier les connaissances scientifiques sur la diversité, l’urbanité et la citoyenneté aux idées et aux expériences des responsables politiques, des organisations et des citoyens ».
Caroline Pauwels était membre de l'Académie royale flamande de Belgique pour les sciences et les arts.
Elle fut également commissaire invitée de la manifestation culturelle Theater Aan Zee en 2021.

### Vie privée
Caroline Pauwels souffrait d'un cancer de l'estomac et de l'œsophage depuis l'été 2019.
Elle a eu deux enfants.

## Distinctions
- 2019 : Zinneke de bronze comme ambassadrice informelle de Bruxelles[15]
- 2020 :
  - cinquième et première femme dans une étude sur le leadership éclairé en Flandre[16].
  - Docteure-honoris-causa de l'Université libre de Bruxelles[17]
- 2021 :
  - médaille d'honneur du gouvernement flamand[18]
  - Prix Ark de la liberté d'expression (nl)[8]
- 2022 : Rectrice honoraire de la VUB[19]
- En juin 2025, la commune d'Ixelles annonce sa volonté de donner le nom de Caroline Pauwels à la place centrale du nouveau quartier Usquare aménagé dans les anciennes casernes militaires proches de la VUB et de l'ULB. Lors de son mandat de rectrice, elle s'était impliquée dans l'impulsion donnée à ce nouvel aménagement urbain[20].

## Publications
- (nl) avec Jean-Claude Burgelman, Daniël Biltereyst, Omroep & politiek, BRT, 1990
- (en) (contrib.) Communication, Citizenship, and Social Policy: Rethinking the Limits of the Welfare State (Critical Media Studies: Institutions, Politics, and Culture), Rowman & Littlefield Publishers, 1999  (ISBN 978-0847691074)
- (en) avec Harri Kalimo, Karen Donders, Rethinking European Media and Communications Policy, ASP, VUBpress, 2009
- (nl) Ode aan de verwondering (Karakters Filosofie en literatuur in zakformaat), Academia Press, 2019  (ISBN 978-9401463874)
- (nl) avec Pat Donnez, Jean Paul Van Bendegem, Wonderlust: De kunst van een mooi leven, VUBPress, 2019  (ISBN 978-9057189005)
- (nl) Ronduit: Aantekeningen van een possibilist, VBK, 2021
- (nl) Verlichting als levenskunst, Humanistisch Verbond, 2018